# Stadtbefestigung Retz

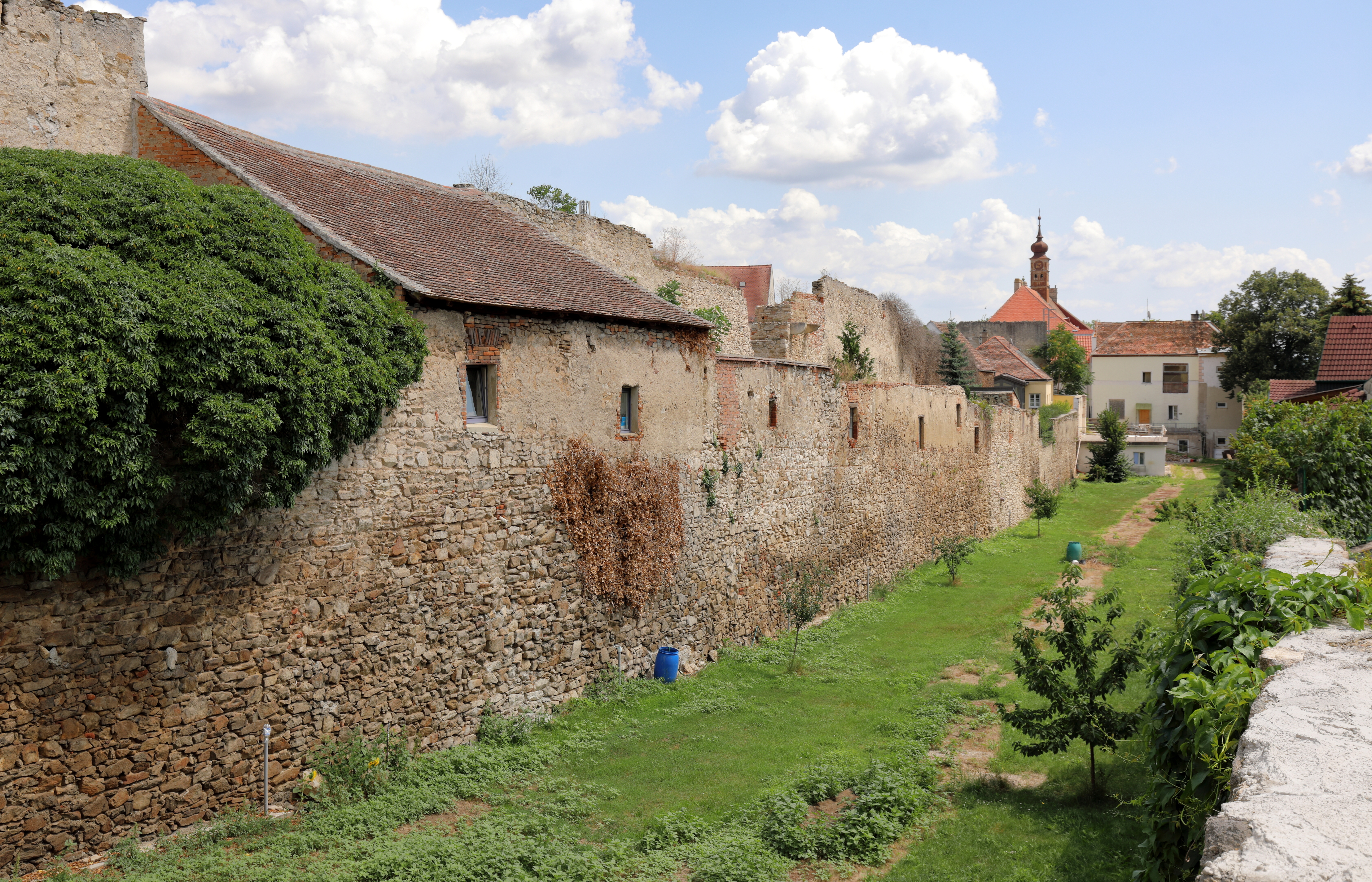
Stadtmauer

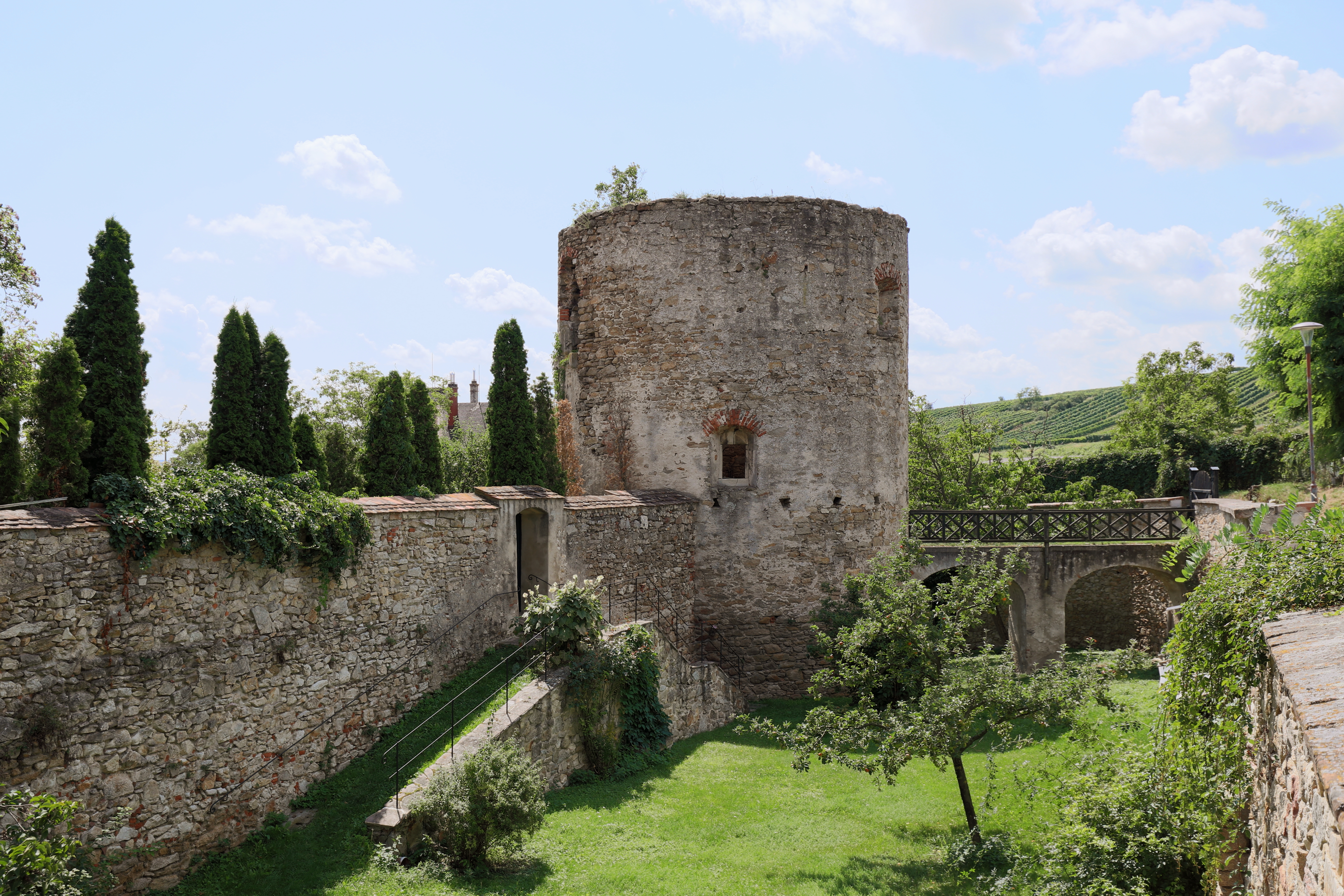
Haberfelderturm

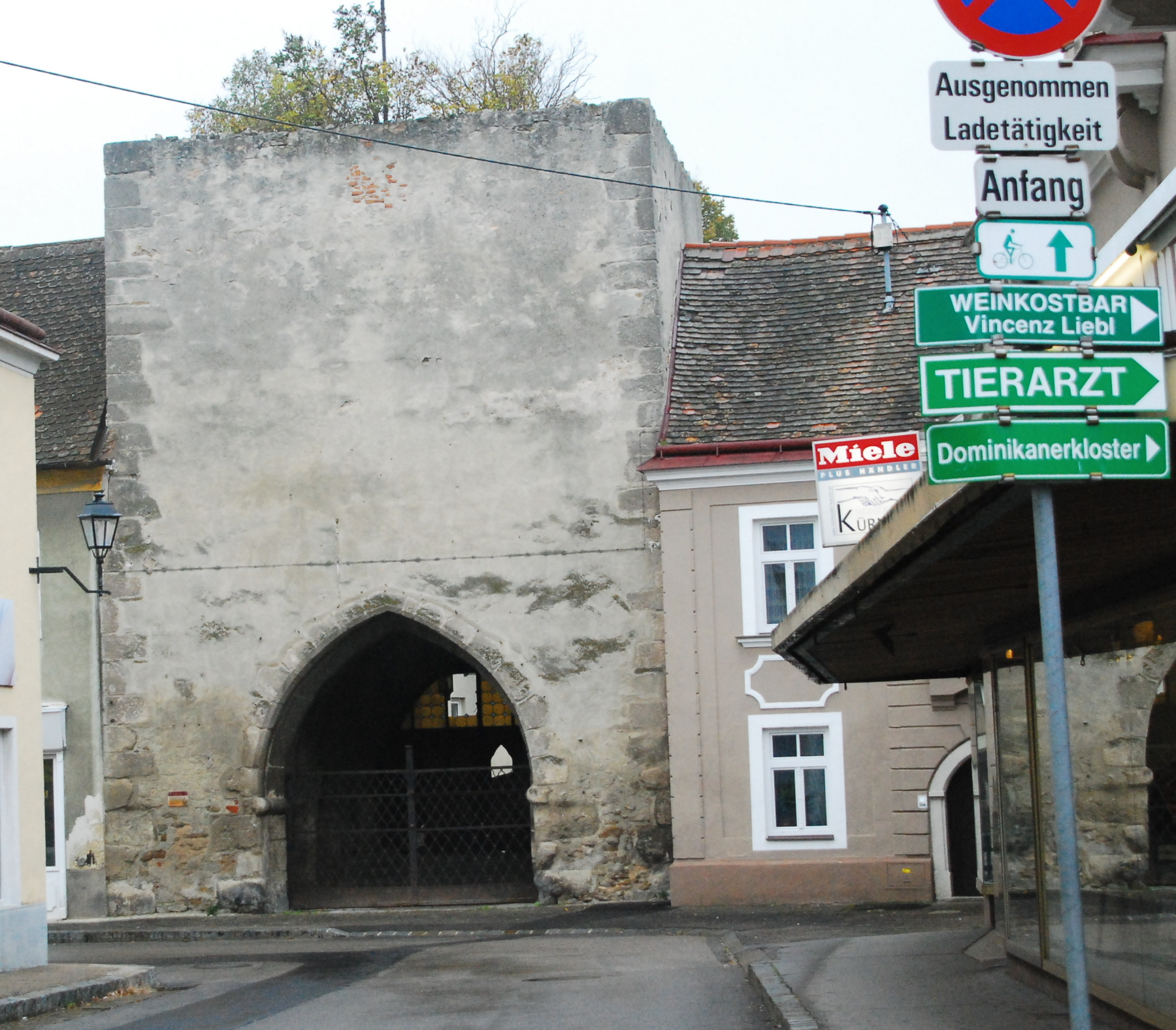
Nalbertor

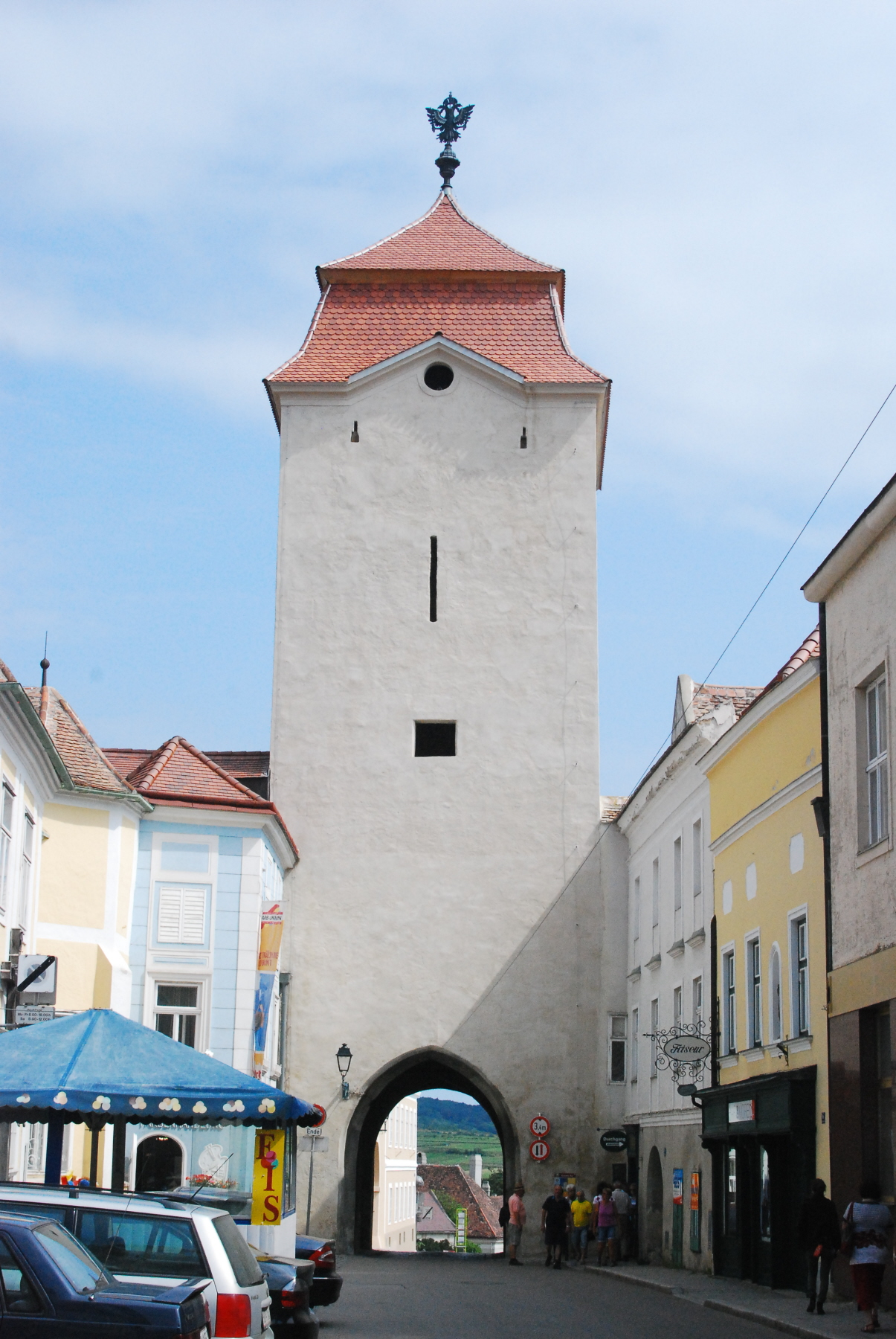
Znaimertor

Die Stadtbefestigung Retz umfasst die Altstadt in der Stadtgemeinde Retz im Bezirk Hollabrunn in Niederösterreich. Die erhaltenen Stadtmauern und Türme stehen seit 1923 unter Denkmalschutz (Listeneintrag).

## Geschichte
Um 1300 wurden die zwei mächtigen Stadttore an der durch die Stadt führenden Straße nach Znaim angelegt.
Die Stadtbefestigung wurde im 15. und 16. Jahrhundert verstärkt und mit einem Wall und Graben ausgebaut. 1819 wurde die Torwehranlage im Norden (Znaimer Tor) abgebrochen. 1823 wurde die östliche Stadtmauer geschleift und die Stadtwallpromenade angelegt. 1832 wurde die Torwehranlage im Süden (Nalber Tor) abgebrochen.
Am 25. November 1425 eroberten die Hussiten Retz und wenige Tage später Schrattenthal und Pulkau. Die Stadt wurde zerstört und viele Bewohner getötet. Nach einer Belagerung von vier Tagen eroberte Matthias Corvinus am 12. Oktober 1486 die Stadt.

## Stadtbefestigung
Die Stadtmauer mit Ecktürmen umfasst rechteckig die Stadt und ist mit zwei Toranlagen in der Anlage komplett und im Aufbau teils erhalten. Im Mittelalter gab es drei Stadttore.
- Znaimertor mittig im Norden, ein hoher Torturm unter einem barocken Walmdach.
- Nalbertor mittig im Süden, nur das Erdgeschoß ist erhalten.
- Habervelderturm in der Südwestecke: Der Rundturm aus dem 15. Jahrhundert hat Bruchsteinmauerwerk ist teils erhalten.